# François-Désiré Mathieu
François-Désiré Mathieu, francoski rimskokatoliški duhovnik, škof in kardinal, * 27. maj 1839, Einville-au-Jard, † 26. oktober 1908.

## Življenjepis
30. maja 1863 je prejel duhovniško posvečenje.
3. januarja 1893 je bil imenovan za škofa Angersa, 19. januarja je bil potrjen in 20. marca istega leta je prejel škofovsko posvečenje.
30. maja 1896 je bil imenovan za nadškofa Toulousa; potrjen je bil 25. junija istega leta. S tega položaja je odstopil 27. novembra 1899.
18. junija 1899 je bil povzdignjen v kardinala in imenovan za kardinal-duhovnika S. Sabina.